# Louis-André Margantin
Pour les articles homonymes, voir Margantin.
 (avril 2023).
Si vous disposez d'ouvrages ou d'articles de référence ou si vous connaissez des sites web de qualité traitant du thème abordé ici, merci de compléter l'article en donnant les références utiles à sa vérifiabilité et en les liant à la section « Notes et références ».
Louis-André Margantin (né le 4 avril 1900 à Laval dans la Mayenne et mort le 19 avril 1965 dans le 14e arrondissement de Paris) est un artiste peintre français.

## Biographie
Il est né dans une famille d’artisans ; il travaille d’abord dans les ateliers de l'imprimerie Conilleau, puis gagne ensuite Paris.
Louis-André Margantin participe au Salon des indépendants dès 1924. Il participe à l'illustration de plusieurs ouvrages.
Ancien élève de l'école nationale supérieure des arts décoratifs, il prend une part active à l'Exposition universelle de 1937.
Il figure également au Salon des Surindépendants de 1933 à 1938. Il est invité à envoyer ses œuvres au Train-Exposition de 1935. En 1939, le Musée-Ecole de la Perrine présente à Laval soixante-dix de ses peintures, sous le patronage du Ministre de l'Éducation nationale. 
En 1942, il expose à la galerie Jacques Dessertenne.
En 1945, le Salon des indépendants, à Paris, on organise une Exposition d'ensemble de ses œuvres. En 1946, il participe en Afrique du Nord à l'Exposition des Trois Aspects de la peinture actuelle.

## Livres illustrés
- Léon Lemonnier, Les Destins sont solidaires.. Flammarion, 1931, in-12, 284 p. Illustre par Margantin dans un style de roman noir.

## Expositions
- 1928: Paris, Salon des indépendants, Grand Palais
- 1929: Paris, Exposition des Surindépendants, Parc des Expositions de la Porte de Versailles
- 1931: Paris, Salon d'Art français indépendant, Galerie La Boétie
- 1932: Paris Salon de l'Œuvre unique, Galerie La Boétie
- 1932, 1934 et 1935: Paris, Exposition des Surindépendants, Parc des Expositions de la Porte de Versailles
- 1936: Angers, Exposition de la Société des Amis des Arts, Salle de Chemellier
- 1939 : 70 œuvres, Laval, Musée-école de la Perrine
- 1942: Paris, Salon de la Paysannerie française, Galerie La Boétie
- 1942: Paris, Galerie Jacques-Dessertenne
- 1943: Paris, Salon des indépendants, Palais de Tokyo
- 1945 : Rétrospective, Salon des indépendants.

## Musées
- Laval (?):
  - Bretagne (Guilvinec).
  - Le Vieux Château (Bretagne).
- Laval (?) (Mus. du Vieux Château):
  - La grande rue à Laval.